# Dato (avis)
 For alternative betydninger, se Dato. (Se også artikler, som begynder med Dato)
Dato var en gratisavis, der blev udgivet af Det Berlingske Officin. Avisen fik sin debut den 16. august 2006, dagen før JP/Politikens Hus udkom for første gang med deres gratisavis 24timer. Dermed gik der mindre end 24 timer fra beslutningen om udgivelsen var taget, til det første blad var på gaden. Avisen kom på gaden for sidste gang 19. april 2007 og fusionerede herefter med Urban.
Dato havde Steen Breiner som chefredaktør. Han kom fra et job som dagbladet B.T.s onlinechef. Fra starten havde han på redaktionen 35 ansatte under sig, hvoraf flere var udlånt fra koncernens øvrige udgivelser. Målet var at avisen skulle give de danskere der ikke har tid til at fordybe sig i de traditionelle aviser et overblik over dagens nyheder på 10 minutter.
Det var forventet at avisen i de første år af sin levetid vil have nogle kraftige underskud. Derfor havde Det Berlingske Officin efter salget til Mecom sat 375 millioner af til en aviskrig omkring gratisaviser.[kilde mangler]
Avisen udkom fra starten i 500.000 eksemplarer, men havde trods det store oplag de laveste læsertal af de tre husstandsomdelte gratisaviser. Kun 189.000 læste avisen.